# 참모총장
참모총장(參謀總長, 영어: Chief of the General Staff)은 국가의 수장인 대통령 혹은 군주에게 군령권이 있으나, 각 군종별로 최선임 장교에게 군령권이 없을 경우, 국가의 수장인 대통령 혹은 군주에게 군사 고문하는 직위이다. 참모총장과는 반대로 최선임 장교가 자신이 소속하는 군종을 지휘할 수 있는 경우, (군종) 사령관 등으로 명명된다.

## 아시아

### 대한민국
계급은 대장(4성 장군, 제독)으로 임용하며, 국방부 장관의 추천을 통해 대통령이 임용한다.(군 창설 당시에는 군의 규모가 작았기 때문에, 중장(3성 장군, 제독)이 역임하였음) 대한민국 육군의 경우에는 육군지상작전사령부 사령관, 육군제2작전사령부 사령관 등의 계급이 역시 대장이지만 육군참모총장의 서열이 더 높다. 법률에 따라서 군정권을 갖고 소속군을 지휘통제하며 예하 부대가 최상의 전투태세를 유지하도록 한다.
합동참모본부의 수장인 합동참모의장이 대한민국 국군의 서열 1위인 최고 선임 장교이다. 다음이 육군, 해군, 공군 참모총장으로 서열이 각각 2, 3, 4위, 그 외 4성 장군인 한미연합군부사령관과 육군의 야전군 사령관들 4명중에서는 진급일이 빠른 순으로 서열 5위 이하가 결정된다.

### 일본
일본의 자위대는 참모총장의 명칭을 쓰지 않는다. 메이지 36년인 1903년의 칙령 제293호에 따라 제정된 "전시 대본영 조례(戦時大本営条例)"으로 대본영에 보직하는 막료들의 장으로서 막료장(일본어: 幕僚長 바쿠료쵸[*])으로 명명하였다. 전후의 일본은 공식적으로 군대를 가지지 않은 국가가 되었으나, 이 조례를 응용하여 자위대에서 그대로 쓰고 있다. 막료장의 직위는 여단 이상의 독립적 작전이 가능한 부대에만 설립되어 있고, 단(団)급 부대에는 고급막료(일본어: 高級幕僚 고큐바쿠료[*])가 막료장에 해당한다.
- 통합막료장
- 육상막료장
- 해상막료장
- 항공막료장

## 그 외
독일 연방방위군과 같이 냉전 이후의 유럽 국가의 군대는 합동참모의장 단 1명만 배치하므로 참모총장 보직에 중장을 배치한다. 

## 목록
- 러시아 연방군 총참모장
- 러시아 연방군 참모장
- 조선인민군 총참모장
- 조선인민군 참모장
- 미국 합동참모의장
- 미국 참모총장
- 중국 인민해방군 총참모장
- 중국 인민해방군 참모장

## 같이 보기
- 참모장
- 합동참모차장
- 참모차장